# Aurora-incident

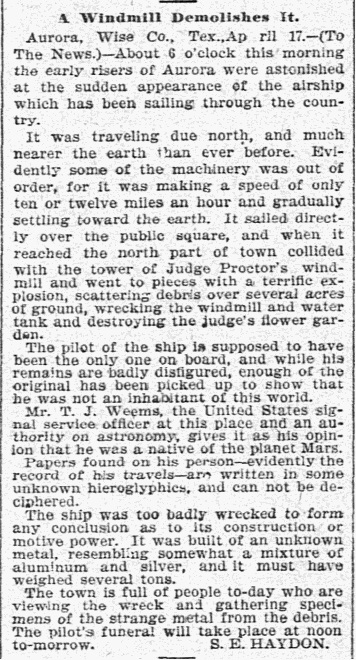
Krantenartikel uit 1897

Het Aurora-incident is het oudste gedocumenteerde crashmysterie rondom een ufo. Het incident vond plaats bij Aurora, Texas op 17 april 1897, iets meer dan 50 jaar voor het bekendere Roswellincident.
Bij het Aurora-incident zou een kogelvormig projectiel na een botsing met de windmolen op het terrein van de plaatselijke rechter Proctor zijn neergestort en ontploft. Omwonenden konden volgens de overlevering de enige inzittende redden, maar deze overleed enkele uren later en werd begraven op de plaatselijke begraafplaats. Ook dit incident kreeg destijds veel publiciteit in de pers, maar raakte snel in de vergetelheid.
In het kader van de Amerikaanse televisieserie "UFO Hunters" onderzochten wetenschappers en ufo-onderzoekers het incident in Aurora. Ze deden daarbij diverse ontdekkingen, maar vonden geen onomstotelijk bewijs. Wel vonden ze het vermeende graf van de "piloot", maar ze kregen geen toestemming dit graf te openen.
In 1979 beweerde Etta Pegues, toen 86, dat de schrijver van het krantenartikel over 'Aurora' dit gedaan had als grap en om Aurora op de kaart te zetten: de stad stond in 1897 op het punt dood te bloeden. Volgens Pegues zou rechter Proctor zelfs nooit een windmolen gehad hebben.
In de aan het incident gewijde uitzending van "UFO Hunters" werden aan de hand van de beschrijvingen uit 1897 op het voormalige terrein van rechter Proctor echter wel de fundamenten en enkele resten van een windmolen gevonden. In de waterput waar restanten van het vermeende voertuig volgens de overlevering in waren gestort, troffen ze delen van aluminium en een onbekende metaalsoort aan.